# Portas
Portas település Spanyolországban, Pontevedra tartományban. Portas Barro, Meis, Vilanova de Arousa, Caldas de Reis és Moraña községekkel határos. Lakosainak száma 2781 fő (2024).

## Népesség
A település népessége az elmúlt években az alábbi módon változott:
| Lakosok száma | 3232 | 3176 | 3129 | 3089 | 3073 | 3025 | 3016 | 2940 | 2851 | 2781 |
|               | 2001 | 2004 | 2007 | 2009 | 2012 | 2014 | 2017 | 2019 | 2022 | 2024 |